# Duopole de Bertrand

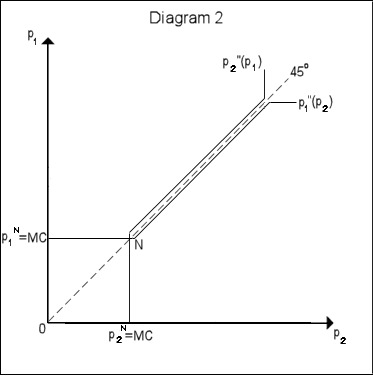
Une courbe suivant le modèle de duopole de Bertrand.

Le duopole de Bertrand ou modèle de compétition de Bertrand est un modèle de la microéconomie et de la théorie des jeux qui porte le nom de Joseph Louis François Bertrand (1822–1900). Il suppose la présence de deux entreprises, les « duopoleurs », qui proposent un prix pour le bien qu'elles produisent à des consommateurs qui se comportent en « preneurs de prix ». Le modèle est formulé en 1883 par Bertrand dans sa revue  du livre d'Antoine Augustin Cournot (1838) dans lequel celui-ci avait proposé le modèle de duopole qui porte aujourd'hui son nom. Cournot suppose que les entreprises font des offres en  quantité, et non en prix, et montre qu'à l'équilibre (de Nash) les entreprises font un profit strictement supérieur à celui qu'elles obtiendraient en concurrence parfaite. Dans sa revue, Bertrand montre que si les firmes annoncent des prix plutôt que des quantités (offres de biens) alors, à l'équilibre, les entreprises feraient un profit égal à celui de la concurrence parfaite. Il suffirait donc que deux entreprises se livrent à une « guerre de prix » pour que le résultat « concurrentiel » s'impose. Ce qui va à l'encontre du discours usuel selon lequel ce résultat n'est atteint que s'il y a « beaucoup » d'entreprises, chacune étant « petite » (« atique »). (Bertrand, 1883),  (Cournot, 1838) et (Walras, 1874).
Bertrand s'étant contenté de reprendre les hypothèses du modèle de Cournot — en modifiant seulement les options données aux entreprises (leurs « stratégies », dans le langage de la théorie des jeux) —, d'autres économistes, dont Francis Ysidro Edgeworth en 1889, ont essayé de trouver une sortie à son « paradoxe », en modifiant certaines de ces hypothèses, mais ils se sont alors heurtés à d'autres difficultés — dont l'absence d'équilibres.

## Présentation du modèle
Soient deux firmes vendant un même bien homogène, et ayant la même fonction de coût linéaire avec coût marginal constant égal à {\displaystyle c}. La fonction de demande de marché est donnée par {\displaystyle D(p)}. On suppose :
1. que les consommateurs achètent toujours au vendeur le moins cher (homogénéité du bien),
2. que les deux firmes se partagent la demande équitablement en cas d'égalité entre les deux prix.

Ces deux hypothèses impliquent que l'élasticité de la demande au point {\displaystyle p_{1}=p_{2}} est infinie.
La demande individuelle de la firme {\displaystyle i} ({\displaystyle i\in \{1,2\}}) est donc donnée par :
Le jeu de Bertrand se définit formellement comme suit :
- Joueurs : les deux firmes ({\displaystyle 1} et {\displaystyle 2})
- Actions : chaque firme choisit son prix ({\displaystyle p_{1}} et {\displaystyle p_{2}}), les choix étant simultanés
- Paiements : profits{\displaystyle \pi _{i}(p_{1},p_{2})=(p_{i}-c)D_{i}(p_{1},p_{2})}

Un équilibre de Nash de ce jeu (équilibre de Bertrand) est un couple {\displaystyle (p_{1}^{b},p_{2}^{b})} tel que :
Chaque joueur joue sa meilleure réponse à la stratégie d'équilibre de l'autre joueur.

## Découverte de l'équilibre
- En supposant que {\displaystyle p_{1}^{b}=p_{2}^{b}=p<c}.Chaque firme réalise donc un profit {\displaystyle (p-c)D(p)/2<0}. Or, chaque firme (par exemple la firme {\displaystyle 1}) pourrait s'assurer {\displaystyle 0} en choisissant un prix égal à {\displaystyle c}. Donc {\displaystyle (p_{1}^{b},p_{2}^{b})} ne peut être un équilibre.
- En supposant que {\displaystyle p_{1}^{b}<\min(c,p_{2}^{b})}.La firme {\displaystyle 1} réalise un profit de {\displaystyle (p_{1}^{b}-c)D(p_{1}^{b})<0}. Là encore, elle pourrait accroître strictement son profit en choisissant {\displaystyle p_{1}^{b}=c}, ce qui lui donnerait {\displaystyle 0}. Donc {\displaystyle (p_{1}^{b},p_{2}^{b})} ne peut être un équilibre.
- En supposant que {\displaystyle c<p_{1}^{b}=p_{2}^{b}=p}.

Chaque firme réalise donc un profit {\displaystyle (p-c){\frac {D(p)}{2}}}. Or, en choisissant un prix légèrement inférieur {\displaystyle p-\varepsilon }, une firme obtiendrait {\displaystyle (p-\varepsilon -c)D(p-\varepsilon )}. Il est clair que si {\displaystyle \varepsilon } est suffisamment petit, cette déviation est strictement profitable (la baisse de prix est minime, mais la demande double car la totalité de la demande est attirée au lieu de la moitié). Donc {\displaystyle (p_{1}^{b},p_{2}^{b})} ne peut être un équilibre.
- Enfin, en supposant que {\displaystyle c<p_{1}^{b}<p_{2}^{b}}.La firme {\displaystyle 2} obtien un profit de {\displaystyle 0}. Elle peut accroître son profit en choisissant {\displaystyle p_{2}=p_{1}^{b}-\varepsilon }. Son profit est alors {\displaystyle (p_{1}^{b}-\varepsilon -c)D(p_{1}^{b}-\varepsilon )}, qui est strictement positif pour {\displaystyle \varepsilon \in ]0,p_{1}^{b}-c[}. Donc {\displaystyle (p_{1}^{b},p_{2}^{b})} ne peut être un équilibre.
- Il ne reste donc qu'une seule possibilité : {\displaystyle p_{1}^{b}=p_{2}^{b}=c}. C'est le seul équilibre de Nash, puisque :
  - Si {\displaystyle p_{1}^{b}=p_{2}^{b}=c}, chaque firme a un profit de {\displaystyle (p_{i}^{b}-c){\frac {D(p_{i}^{b})}{2}}=0}.
  - Si une firme dévie et fixe un prix strictement inférieur à {\displaystyle c}, elle attire toute la demande mais vend à pertes.
  - Si une firme dévie et fixe un prix strictement supérieur à {\displaystyle c}, elle n'est pas compétitive par rapport à l'autre, et ne peut donc pas vendre. Son profit est alors de {\displaystyle 0}.
  - Aucune déviation n'est donc strictement profitable.

Ainsi, {\displaystyle p_{1}^{b}=p_{2}^{b}=c} est le seul équilibre de Nash

## L'équilibre du duopole de Bertrand
L'équilibre du modèle de Bertrand est tel que les deux firmes proposent le même prix — égal à leur coût unitaire (Bertrand suppose, comme Cournot, que celui-ci est constant). Il y a équilibre car dans une telle situation aucune des entreprises ne regrette d'avoir proposé pour prix le coût unitaire, après avoir constaté que l'autre en a fait autant. Si elle avait proposé un prix inférieur, elle aurait fait des pertes, et si elle avait proposé un prix supérieur, toute la demande se serait reportée sur l'autre entreprise.   

### Paradoxe de Bertrand
En situation de concurrence par les prix avec bien homogènes et coûts marginaux symétriques, les entreprises font un profit nul.
On parle de paradoxe, car il y a deux entreprises, qui ont donc un pouvoir de marché important, mais elles se retrouvent néanmoins dans une situation équivalente à la situation concurrentielle dans laquelle elles n'ont aucun pouvoir de marché et les profits sont nuls.
Pour le comprendre de manière intuitive, comme l'élasticité de la demande est infinie en {\displaystyle p_{1}=p_{2}}, une firme peut attirer la totalité de la demande en étant 1 centime moins cher que la firme concurrente, ce qu'elle aura donc toujours intérêt à faire tant que le prix est supérieur au coût marginal.
Ce résultat extrême ne semble pas permettre d'expliquer la réalité : la plupart des industries duopolistiques sont caractérisés par des profits substantiels. Mais c'est néanmoins une bonne référence théorique et conceptuelle. C'est d'ailleurs un résultat d'autant plus intéressant à comprendre qu'il n'est pas validé par l'examen des faits.
En effet, c'est précisément parce que l'équilibre de Bertrand est si mauvais pour les entreprises que celles-ci font tout pour y « échapper ». Ce qui explique les stratégies mises en place par les entreprises pour réduire les incitations à baisser les prix, et ainsi se sortir de l'environnement qui caractérise le jeu de Bertrand. Par exemple :
- Différenciation des produits : plus les produits sont différenciés, plus l'élasticité de la demande diminue, et donc la tentation de baisser les prix pour être moins cher que le concurrent.
- Collusion : si les deux entreprises maximisent leur profit joint, elle n'ont plus de raison de baisser leur prix pour être moins cher que le concurrent (ou, plus exactement, elles se retrouvent en situation de dilemme du prisonnier répété : briser la collusion est profitable une fois, mais perdant sur le long terme) ;
- Contraintes de capacité : si les entreprises ont des contraintes de capacité, elles n'ont plus de raison de faire baisser leur prix une fois leur capacité maximale de production atteinte, puisqu'elles sont de toute façon incapables de servir la demande supplémentaire générée par la baisse du prix.
- Annonce du type « la différence est remboursée deux fois si vous trouvez moins cher ailleurs » : ce type d'annonce permet avant tout à une entreprise de signaler à ses concurrents qu'il ne sert à rien de pratiquer un prix plus faible, puisque ce mécanisme assure que la première entreprise pratiquera alors un prix encore plus faible. Cela permet de maintenir une collusion en pratique, sans forcément qu'il y ait eu d'entente formelle avec les concurrents.

### Limites
Ce résultat n'est toutefois pas sans poser de problèmes. Comme le prix est égal au coût unitaire, le profit des deux entreprises est nul à l'équilibre. Pourquoi les entreprises se lanceraient-elles alors dans la production ? En outre, même si elles le font (bénévolement),  le « signal prix » ne leur dit pas combien elles doivent produire pour satisfaire la demande. Il faudrait pour cela qu'elles connaissent cette demande et qu'elles se concertent pour décider comment elles peuvent la satisfaire — en se partageant l'offre, d'une façon ou d'une autre. L'offre des entreprises à l'équilibre de Bertrand est ainsi indéterminée. Il est souvent supposé, de façon purement arbitraire, qu'elles se partagent la production en parts égales — sans faire de profit, évidemment. 
Conscient de ce problème d'indétermination de l'offre d'équilibre dans le modèle de Bertrand, Edgeworth a étudié le cas où les deux entreprises ont des capacités de production limitées. Il arrive à la conclusion qu'il n'existe pas alors d'équilibre : quels que soient les prix proposés, une des deux entreprises, au moins, peut au vu du prix proposé par l'autre augmenter son profit en faisant varier son propre prix. On appelle ce résultat (négatif) le paradoxe d'Edgeworth. On arrive au même résultat paradoxal (absence d'équilibre) dans le cas où on suppose, comme le font habituellement les manuels, que le coût marginal est croissant.
Indétermination ou absence d'équilibre, le duopole de Bertrand montre avant tout combien les problèmes se compliquent lorsque l'initiative est laissée à certains agents, deux ou plus, de proposer des prix.